# بود سابها
بود سابها هي ورشة عمل شعرية اسبوعية عن الشعر الغوجاراتي تعقد كل يوم أربعاء منذ عام 1932, ويترأسها حاليا الكاتب ديرو باريك وتعقد في غوجاريت ساهيتيا باريشاد في احمد اّباد.

## التاريخ

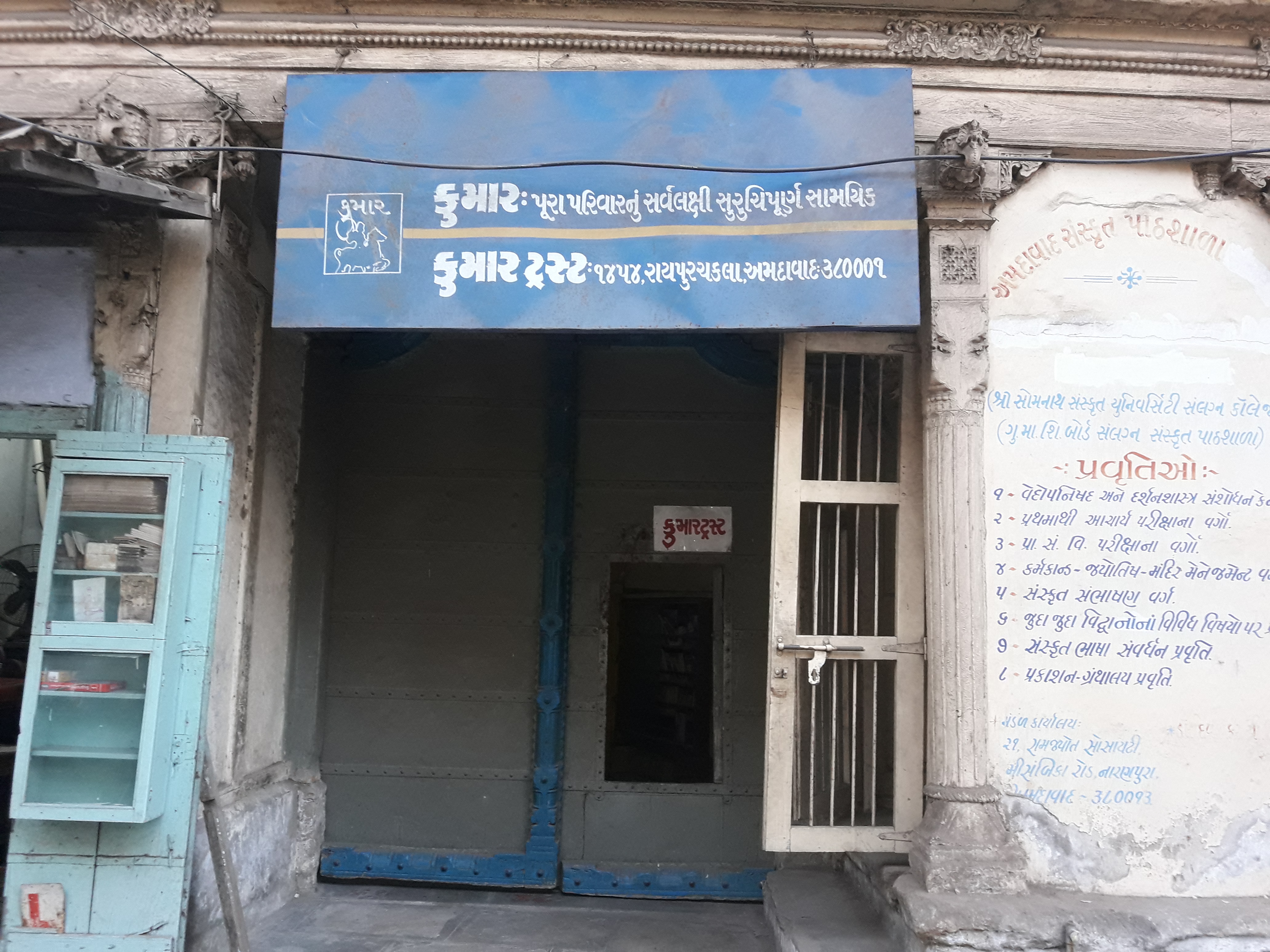
مكتب كومار

خلال حركة الاستقلال الهندية اعتاد اوماشنكر جوشي وسندرام ورامبراساد شوكلا على الذهاب إلى مقر مجلة كومار للبقاء ليلا ومناقشة اشعارهم، وخلال نفس هذا الوقت كان هناك نادي للتصوير يسمى نيهاريكا اعتادوا ان يجتمعو هناك كل اسبوع. واقترح شيفرام بهات كعضو في نيهاريكا ورشة عمل شعرية اسبوعية على نفس النسق؛ لذلك بود سابها الاسبوعية وتحديدا  لقاء يوم الأربعاء التي انشئت في عام 1932 من قبل باشوبهاي رافات وثم محرر مجلة كومار اعتادت ان تقام في مقر كومار في رايبور شاكلا في مدينة احمد اّباد.
وقبل شهر من موت رافات في تموز من عام 1980 تم نقل المكان إلى غوجاريت ساهيتيا باريشاد التي كان يقع بعد ذلك في مبنى كلية اتش.كي للفنون واصبح ديرو باريك رئيساً ل بود سابها التي انضم اليها كطالب عام 1966, وعندما شيد مبنى باريشاد الجديد على ضفة نهر سابارماتي (نهر فرونت ) تم نقل الموقع هناك، وكان يعرف بدايةً «بود فاريون» الذي تم إعادة تسميته لاحقا ب«بود بثك» واخيرا ب «بود سابها».
يتم تنظيم اجتماعات اسبوعية مماثلة مستوحاة من اللقاء في مدن أخرى في ولاية كجرات منها سورندراناغار وفادودارا وراجكوت وبهافا نجر.
في بود سابها يجمع الرئيس ديرو باريك (باشوبهاي رافات سابقا) قصائد من جميع الشعراء الحاضرين اولاً ثم يتم القاء كل قصيدة ومناقشتها دون الكشف عن اسم الشاعر، وإذا اعتبرت القصيدة جيدة بعد انتهاء النقاش يتم نشرها في المجلة الشعرية كافيلوك (كومار سابقا).وفي عام 1998 بدأت ورشة عمل مماثلة سميت شاني سابها (لقاء السبت) من قبل شينيو مودي للشعراء الحديثين.
وساعدت بود سابها على تغذية العديد من ابرز شعراء وكتّاب كجرات امثال اوماشنكر جوشي وراجندرا شاه وهارشاد تريفيدي وشينيو مودي ونيرانجان باغات وريغوفير شاودهاري وبرافين بانديا وراجندرا شوكلا وراجيش فياس وبافيش بات وانيل تشافدا و اشوك تشافدا. 